# Галерија грбова Шведске
Галерија грбова Шведске обухвата актуелни грб Краљевине Шведске, њене историјске грбове, као и грбове њених округа.

## Актуелни грб Шведске
- Већи грб
 Краљевине Шведске 
 (1905-данас)
- Мањи грб
 Краљевине Шведске

## Историјски грбови Шведске
- Грб
 Средњовековне Шведске 
 (1250-1389)
- Грб
 Средњовековне Шведске 
 (1250-1389)
- Грб 
 Калмарске уније 
(1388–1536)
- Грб
 Краљевине Шведске 
(1523–1814)
- Мањи грб Шведско-норвешке уније 
(1814–1905)
- Већи грб Шведско-норвешке уније 
(1814–1905)

## Грбови округа Шведске
- Грб
 Блекингеа
- Грб
 Вермланда
- Грб
 Вестерботена
- Грб
 Вестернурланда
- Грб
 Вестманланда
- Грб
 Вестра Јеталанда
- Грб
 Готланда
- Грб
 Даларне
- Грб
 Еребруа
- Грб
 Естерјетланда
- Грб
 Јевлеборга
- Грб
 Јемтланда
- Грб
 Јенћепинга
- Грб
 Калмара
- Грб
 Крунуберга
- Грб
 Нурботена
- Грб
 Сканије
- Грб
 Стокхолма
- Грб
 Седерманланда
- Грб
 Упсале
- Грб
 Холанда

## Грбови историјских покрајина Шведске
- Грб
Блекингеа
- Грб
Бухуслена
- Грб
Вермланда
- Грб
Вестерботена
- Грб
Вестерјетланда
- Грб
Вестманланда
- Грб
Готланда
- Грб
Далерне
- Грб
Далсланда
- Грб
Еланда
- Грб
Естерјетланда
- Грб
Јемтланда
- Грб
Јестрикланда
- Грб
Лапоније
- Грб
Меделпада
- Грб
Неркеа
- Грб
Нурботена
- Грб
Онгерманланда
- Грб
Седерманланда
- Грб
Сканије
- Грб
Смоланда
- Грб
Упланда
- Грб
Холанда
- Грб
Хелсингланда